# Herbert Kuppisch
Herbert Kuppisch (10 de dezembro de 1909 , Hamburgo - 27 de agosto de 1943, Mar de Sargaço) foi um comandante de U-Boot que serviu na Kriegsmarine durante a Segunda Guerra Mundial.
Esteve a frente dos u-boots U-58, U-94 e U-516. O seu último comando foi o submarino U-847 que foi afundado em 27 de agosto de 1943 no Mar de Sargaços, Atlântico Norte. O barco foi atacado por torpedos lançados de um avião do porta-aviões USS Card (CVE-11). Nenhum dos 62 tripulantes sobreviveu. 

## Carreira

### Patentes
| Data            | Patente              |
| --------------- | -------------------- |
| 5 abril 1933    | Offiziersanwärter    |
| 1 janeiro 1934  | Fähnrich zur See     |
| 1 setembro 1935 | Oberfähnrich zur See |
| 1 janeiro 1936  | Leutnant zur See     |
| 1 outubro 1937  | Oberleutnant zur See |
| 1 novembro 1939 | Kapitänleutnant      |

### Condecorações
| Data                  | Condecoração                       |
| --------------------- | ---------------------------------- |
| 5 de dezembro de 1939 | Cruz de Ferro 2º Classe            |
| 4 de maio de 1940     | Cruz de Ferro 1º Classe            |
| 4 maio de 1940        | Badge de Guerra dos U-Boot 1939    |
| 14 de maio de 1942    | Cruz de Cavaleiro da Cruz de Ferro |